# 587 Hypsipyle
587 Hypsipyle
587 Hypsipyle là một tiểu hành tinh ở vành đai chính. Nó được Max Wolf phát hiện ngày 22.2.1906 ở Heidelberg và được đặt theo tên Hypsipyle, nữ hoàng đảo Lemnos trong thần thoại Hy Lạp